# Günther Braun (Politiker)
Günther Braun, auch: Günter Braun (* 8. Januar 1916 in Stettin; † 20. Januar 2004 in Schwerin) war ein deutscher Politiker (SED). Er war Oberbürgermeister der Stadt Schwerin.

## Leben
Günther Braun, Sohn eines Eisenbahnarbeiters, besucht die Volks- und Mittelschule in Schwerin. Nach einer kaufmännischen Lehre arbeitete er als Buchhalter. 1939 wurde er zum Kriegsdienst bei der Wehrmacht eingezogen. 1945/46 befand er sich in sowjetischer Kriegsgefangenschaft.
1946 trat Braun der Sozialistischen Einheitspartei Deutschlands (SED) bei. 1946/47 wirkte er als Sekretär der Gemeindeverwaltung Mewegen, 1947/48 war er Angestellter beim Rat des Kreises Löcknitz und von 1948 bis 1950 Kreisrat in Randow. Von 1950 bis 1952 fungierte er als Vorsitzender des Rats des Kreises Parchim sowie von 1952 bis 1956 als Vorsitzender des Rats des Kreises Güstrow. Braun absolvierte ein Studium zum Diplom-Juristen an der Deutschen Akademie für Staats- und Rechtswissenschaft in Potsdam-Babelsberg. Von 1956 bis 1958 war er Mitglied des Rats des Bezirks Schwerin und Bevollmächtigter für das ländliche Bauwesen. Von 1958 bis 1961 war er Stellvertreter des Vorsitzenden des Rats des Bezirks Schwerin und Vorsitzender des Bezirkswirtschaftsrats. Braun war zudem Mitglied der Bezirksleitung und Kandidat des Büros der Bezirksleitung der SED Schwerin. Auch gehörte er als Abgeordneter dem Bezirkstag Schwerin an. Vom 28. September 1961 bis zum 20. März 1969 leitete er als Oberbürgermeister die Geschicke der Stadt Schwerin (Nachfolger von Gustav Schwantz). Später wirkte er als Abteilungsleiter für Berufsbildungs- und Berufsberatung beim Rat des Bezirkes Schwerin.

## Auszeichnungen
- Vaterländischer Verdienstorden (1966)